# Agrupación Tinerfeña Independiente
Agrupación Tinerfeña Independiente (ATI) fou un partit polític canari creat el 1983 per antics membres de la UCD de Tenerife i liderat per Manuel Hermoso Rojas, de caràcter nacionalista moderat. En 1985 entra a formar part de la Federació d'Agrupacions Independents de Canàries (FAIC), que en 1986 canviarà de nom per Agrupacions Independents de Canàries (AIC). Quan el març de 1993 es formi oficialment Coalició Canària, integrat per les Agrupacions Independents de Canàries (AIC) i altres grups, l'ATI en formarà part.
En 1987 es converteix en la principal força política de l'illa de Tenerife, aconseguint al Cabildo Insular de Tenerife 115.364 vots i 13 consellers, i en les municipals d'aquest mateix any 119.955 vots i 173 regidors. A les Eleccions al Parlament de Canàries de 1987 es va presentar dins de les AIC. En 1991 va tornar a revalidar aquesta majoria amb 122.029 vots al Cabildo Insular (13 consellers) i 110.274 vots en les municipals (178 regidors).
Al març de 1993 es forma oficialment Coalició Canària (CC), integrada per les Agrupacions Independentes de Canàries (AIC), Centre Canari Nacionalista (CCN), Iniciativa Canària Nacionalista (ICAN) i Asamblea Majorera. La moció de censura contra Jerónimo Saavedra (del PSOE) portarà a la presidència del Govern de Canàries a Manuel Hermoso Rojas, líder de ATI. En les eleccions de 1995 es presentaran a les illes de Tenerife amb les sigles CC-ATI.
Malgrat que en l'actualitat Coalició Canària és ja considerada un partit polític en si i no una coalició de partits, encara avui algunes seus municipals d'aquest grup ostenten el logotip de ATI.